# 김경협
김경협(金炅俠, 1962년 12월 3일~)은 대한민국의 정치인이다. 제19·20·21대 국회의원이다.

## 생애
과거, 국가보안법 위반 등으로 2년 2개월 간 투옥됐다. 이후 민주화운동 관련자로 인정받았다. 1994년부터 부천지역금속노조 위원장을 지냈고, 1996년 부천노동법률상담소 소장을 지냈다. 한국노총부천의장을 역임했고 대한민국 최초의 노사정위원회를 만들었다.
2005년에는 노무현 정부의 청와대 사회조정 비서관을 지냈다. 2006년 고려대학교 대학원 경제학 석사 학위를 받았고, 2009년 한국기술교육대학교 대학원 고용정책 박사과정을 수학했다.
2012년 부천원미구 갑 선거구에서 제19대 국회의원으로 당선되어 환경노동위원회 위원, 국토교통위원회에서 활동했다. 2016년 제20대 국회의원으로 재선되어 외교통일위원회 간사와 더불어민주당 제2정조위원장으로 활동하고 있다. 생활임금제 도입, 양질의 일자리 문제 등 고용, 노동 부문에서 주로 활동했으며 소득주도성장론을 주창했다. 
2018년 8월부터 2020년 8월까지 더불어민주당 경기도당위원장을 맡았으며, 이해찬 대표 체제에서 제1수석사무부총장을 맡았다.
2020년 1월 8일, 국회 정보위원장에 선출되었다.
2021년 1월 29일 국회 정보위원장실에서 시민단체 '내놔라 내 파일 시민행동'과 간담회를 가졌다. 내놔라 내 파일은 이명박 정부 당시 국정원이 불법적인 사찰을 했다는 문건을 입수하고, 정보위 차원의 대응을 요구했다.
2021년 2월 23일 국회 정보위원장실에서 국정원 불법사찰 관련 기자간담회를 개최했다. 전날 열린 정보위원회의 국정원 보고 관련 내용이 주를 이뤘다. 역대 국정원의 불법 사찰 문건은 20만 건에 달하며, 박근혜 정부에서 작성된 문건도 발견되었다고 했다. 보궐선거용 선거공작이라는 야당의 주장에 대해, 내놔라 내 파일의 정보공개 청구는 2017년부터 있었으며, 대법원 판결에 따라 공개된 문건들이고, 보궐선거와는 관련이 없다고 설명했다.
2021년 3월 19일 더불어민주당 차원의 국정원 불법사찰 진상규명 특별위원회가 출범했고, 김경협 의원이 위원장을 맡았다. 철저한 진상규명을 약속하며 국정조사, 특검 도입의 의지도 밝혔다.
2021년 3월 23일 민주당 국정원 불법사찰 진상규명 특위와 내놔라 내파일 간의 간담회를 개최했다. 국정원의 선제적인 자료 공개와 정치공작의 전모를 국민앞에 소상히 밝힐 것을 요구했다. 이 회의에서 곽상언 변호사는 2014년 박근혜 정부당시 만들어진 문건을 공개했는데, 민감한 정보를 가린 백지 문건을 제출 받았다고 주장했다. 이에 대해 정보 공개가 정보 은폐른 시도한다고 국정원을 비판했다.
2021년 3월 30일, 특위는 2차 회의를 열고 불법 사찰 문건을 추가로 공개했다. 2010년 지방선거 당시 국정원이 한나라당의 선거 컨트롤타워 역할을 했다는 문건 등을 밝혔다.
4·7 보궐선거 이후, 민주당의 원내대표 후보군으로 하마평에 올랐으나 윤호중 의원과 단일화에 합의하였다.
5월 26일, '김부선'으로 전락할 위기에 놓은 GTX-D 원안 추진을 위해 부천, 김포, 인천 지역구 국회의원 및 시장 등과 함께 이재명 경기도지사와 간담회에 참석했다.
6월 4일, 국정원이 창설 60주년을 맞아 새 원훈을 공개했다. 원훈석 제막식에 문재인 대통령, 박지원 국정원장과 함께 참석했다.
2021년 4월 30일, 국회평화외교포럼에서 한미의원 화상 토론회를 개최하였다. 한국 측에선 김경협, 김민철 의원이, 미국 측에선 로 카나, 앤디 킴 의원이 참석했다. 한반도 평화를 위한 한미의원 외교 활성화 등을 논의하였다.
2021년 5월 21일, 문재인-바이든 한미 정상회담 하루 전, 미 연방의회에서 <한반도 평화법>이 브래드 셔먼 하원 의원 주도로 발의되었다. 한국전쟁의 공식적 종전, 평화협정 추진, 북미 연락사무소 설치, 북미 이산가족 상봉 등이 담겨있다.
이에 김경협 의원은 186명의 국회의원과 함께 환영 성명을 발표하며, 자신이 대표발의하여 대한민국 국회 외교통일위원회에 계류되어 있는 <한반도 종전선언 촉구 결의안>의 논의를 촉구했다.

## 경력
- 1994년 7월~2000년 6월: 부천지역금속노조 위원장
- 1996년~1997년: 부천노동법률상담소 소장
- 1997년 2월~2004년 12월: 한국노동조합총연맹 부천지역지부 의장 1997.2~2004.12
- 1997년 12월: 실업극복부천시민운동본부 공동대표
- 2000년 5월~2000년 12월: 한국노동조합총연맹 개혁특별위원회 위원
- 2000년 11월~2004년 12월: 부천시근로자종합복지관 관장
- 2001년 9월~2004년 12월: 부천근로자장학재단 제1대 이사장
- 2002년 1월~2004년 12월: 한국노동조합총연맹 전국지역지부협의회 의장
- 2005년 3월: 정치개혁시민연대 상임대표
- 2005년 8월~2006년 6월: 대통령비서실 사회조정비서관
- 2006년 8월~2008년 4월: 한국산업인력공단 상임감사
- 2008년~2011년 민주당 경기도당 부천시 원미구 갑 지역위원회 위원장
- 2009년~2012년: 한국고용복지센터 이사장
- 2011년: 부천혁신과통합 공동대표
- 2011년~2013년: 민주통합당 경기도당 부천시 원미구 갑 지역위원회 위원장
- 2012년 4월 11일: 대한민국 제19대 국회의원 선거 당선(경기 부천시 원미구 갑, 민주통합당, 초선)
- 2012년: 민주통합당 좋은일자리본부 위원
- 2012년: 국회 노동복지포럼 회원
- 2013년 5월~2014년 3월: 민주당 경기도당 부천시 원미구 갑 지역위원회 위원장
- 2013년: 민주당 정책위원회 부의장
- 2013년: 민주당 사람다운 생활보장을 위한 노동과 임금 TF 위원
- 2014년 3월~2015년 12월: 새정치민주연합 경기도당 부천시 원미구 갑 지역위원회 위원장
- 2014년 10월~2015년 2월: 새정치민주연합 정책담당 원내부대표
- 2015년 2월~2015년 6월: 새정치민주연합 수석사무부총장
- 2015년 12월~2020년 5월: 더불어민주당 경기도당 부천시 원미구 갑 지역위원회 위원장
- 2016년 4월 13일: 대한민국 제20대 국회의원 선거 당선(경기 부천시 원미구 갑, 더불어민주당, 재선)
- 2016년 9월~2017년 5월: 더불어민주당 제1정책조정위원회 위원장
- 2017년 3월~2020년 9월 : 더불어민주당 남북경협특별위원회 위원장
- 2017년 6월~2018년 9월: 더불어민주당 제2정책조정위원회 위원장
- 2018년 8월~2020년 8월: 더불어민주당 경기도당 위원장
- 2018년 9월~2020년 9월: 더불어민주당 수석사무부총장
- 2020년 4월 15일: 대한민국 제21대 국회의원 선거 당선(경기 부천시 갑, 더불어민주당, 3선)
- 2020년 5월~2024년 5월: 더불어민주당 경기도당 부천시 갑 지역위원회 위원장
- 2020년 9월~: 더불어민주당 한반도평화경제특별위원회 위원장
- 2021년 1월~2024년 5월: 국회평화외교포럼 대표의원
- 2021년 3월~2024년 5월: 더불어민주당 국정원 불법사찰 진상규명 특별위원회 위원장
- 2024년 10월~: 경기도시장상권진흥원 이사장
- 대한민국헌정회 정책연구위원회 부의장

### 의정 활동
- 2012년 5월 30일~2016년 5월 29일: 제19대 국회의원 (경기 부천시 원미구 갑, 민주통합당→민주당→새정치민주연합→더불어민주당, 초선)
  - 2012년 7월~2014년 5월: 제19대 국회 전반기 환경노동위원회 위원
  - 2013년 6월~2013년 7월: 제19대 국회 공공의료 정상화를 위한 국정조사특별위원회 위원
  - 2013년 7월~2013년 12월: 제19대 국회 남북관계발전특별위원회 위원
  - 2014년 6월~2016년 5월: 제19대 국회 후반기 국토교통위원회 위원
- 2016년 5월 30일~2020년 5월 29일: 제20대 국회의원 (경기 부천시 원미구 갑, 더불어민주당, 재선)
  - 2016년 6월~2018년 5월: 제20대 국회 전반기 외교통일위원회 간사
  - 2016년 7월~2017년 7월: 제20대 국회 민생경제특별위원회 위원
  - 2016년 6월~2017년 5월: 제20대 국회 전반기 예산결산특별위원회 위원
  - 2017년 1월~2017년 12월: 제20대 국회 헌법개정특별위원회 위원
  - 2018년 1월~2018년 6월: 제20대 국회 헌법개정 및 정치개혁특별위원회 위원
  - 2018년 7월~2020년 5월: 제20대 국회 후반기 기획재정위원회 위원
  - 2018년 10월~2019년 6월 : 제20대 국회 남북경제협력 특별위원회 간사
- 2020년 5월 30일~2024년 5월 29일: 제21대 국회의원 (경기 부천시 갑, 더불어민주당, 3선)
  - 2020년 6월~2021년 8월: 제21대 국회 전반기 기획재정위원회 위원
  - 2020년 6월~2021년 1월: 제21대 국회 전반기 정보위원회 위원
  - 2021년 1월~2022년 5월: 제21대 국회 전반기 정보위원회 위원장
  - 2021년 9월~2022년 5월: 제21대 국회 전반기 외교통일위원회 위원
  - 2022년 7월~2024년 5월: 제21대 국회 후반기 외교통일위원회 위원

## 전과
- 집회및시위에관한법률위반: 징역 10월 - 1985년 10월 18일 선고[2]
- 국가보안법위반: 징역 1년 6월, 자격정지 1년 6월 - 1986년 7월 23일 선고, 1988년 2월 29일 특별복권[2]
- 정보통신망이용촉진및정보보호등에관한법률위반(명예훼손): 벌금 100만원 - 2011년 12월 15일 선고[2]

## 수상
- 2015 한국언론사협회 대한민국우수국회의원 대상
- 2015 제3회 국회의원 아름다운 말 선플상
- 2015 머니투데이 the300 국정감사 우수의원
- 2015 국정감사 우수의원(더불어민주당)
- 2016 머니투데이 the300 국정감사 우수의원
- 2016 국정감사 우수의원(1위/더불어민주당)
- 2017 경실련 선정 국정감사 우수위원
- 2023 더불어민주당 국정감사 우수위원 (2015, 2016, 2017, 2018, 2019, 2020, 2021, 2022, 2023)

## 논란
2016년 3월 7일 김경협 의원은 국민의당이 발표한 수구진박,친노패권·무능86 세력 10명을 꼽았는데 그 중 친노패권 세력 중 하나로 규정되었다.
2020년 10월 옵티머스 펀드에 투자한 사실이 밝혀져 야당의 공격을 받았으나 곧바로 자신이 권력형 비리에 연루되었다면 의원직을 사퇴할 테니 연루 의혹을 제기한 국민의힘 주호영 원내대표도 사실이 아니라고 밝혀질 경우 의원직을 걸라고 기자회견을 했다. 이에 대해 주호영은 바로 "내가 왜? 걸어..." 라고 답변해 결국 김경협이 옵티머스 펀드에 단순 투자한 것으로 추정된다.
2021년 1월, 국민의힘 주호영 원내대표가 문재인 대통령도 사면대상이 될지도 모른다고 발언한 것에 대해 공업용 미싱을 선물로 보내겠다는 발언과 함께 "수신처 국민의힘 주호영 원내대표"라고 적힌 사진을 페이스북에 올려 막말에 똑같이 막말로 대처한다는 논란이 일고 있다.

## 역대 선거 결과
|  | 33.15% |

|  | 49.36% |

|  | 42.43% |

|  | 59.17% |

## 소속 정당
| 소속 정당 | 소속 정당      | 소속 기간 | 비고      |
| --------- | -------------- | --------- | --------- |
|           | 열린우리당     | 2004~2007 | 정계 입문 |
|           | 대통합민주신당 | 2007~2008 | 합당      |
|           | 통합민주당     | 2008      | 합당      |
|           | 민주당         | 2008~2011 | 당명 변경 |
|           | 민주통합당     | 2011~2013 | 합당      |
|           | 민주당         | 2013~2014 | 당명 변경 |
|           | 새정치민주연합 | 2014~2015 | 합당      |
|           | 더불어민주당   | 2015~현재 | 당명 변경 |

## 같이 보기
- 부천시 원미구 갑
- 부천시 갑
- 부천시 원미구의 국회의원
- 부천시의 국회의원